# Kanton Capesterre-Belle-Eau-1
Der Kanton Capesterre-Belle-Eau-1 war von 1985 bis 2015 ein französischer Wahlkreis im Übersee-Département Guadeloupe. Er umfasste einen Teil der Gemeinde Capesterre-Belle-Eau.